# Stadio Osvaldo Roberto
Lo stadio Osvaldo Roberto è uno stadio di calcio di Montevideo, in Uruguay. Ospita le partite interne del Racing Montevideo ed ha una capienza di 8 500 posti a sedere.

## Storia
È intitolato al fratello di uno dei soci fondatori del club.